# Trapeliaceae
Famille
Les Trapeliaceae sont une famille de champignons ascomycètes. Il s'agit de lichens au thalle encroûtant associés à des algues vertes. De taille moyenne, la famille comporte actuellement plus de 120 espèces regroupées en 14 genres.

## Taxonomie
En 1990, sur la base de caractères anatomiques, les lichens jusqu'alors classés dans la famille des Trapeliaceae ont été placés dans les Agyriaceae. En 2007, une étude faisant appel à des caractères moléculaires a montré que cet arrangement ne pouvait rendre compte des parentés véritables et conduit au rétablissement des Trapeliaceae.

## Liste des genres
Selon Outline of Ascomycota—2009 :
- Amylora
- Aspiciliopsis
- Coppinsia
- Lignoscripta
- Lithographa
- Orceolina
- Placopsis
- Placynthiella
- Ptychographa
- Rimularia
- Sarea
- Trapelia
- Trapeliopsis
- Xylographa

## Galerie des genres

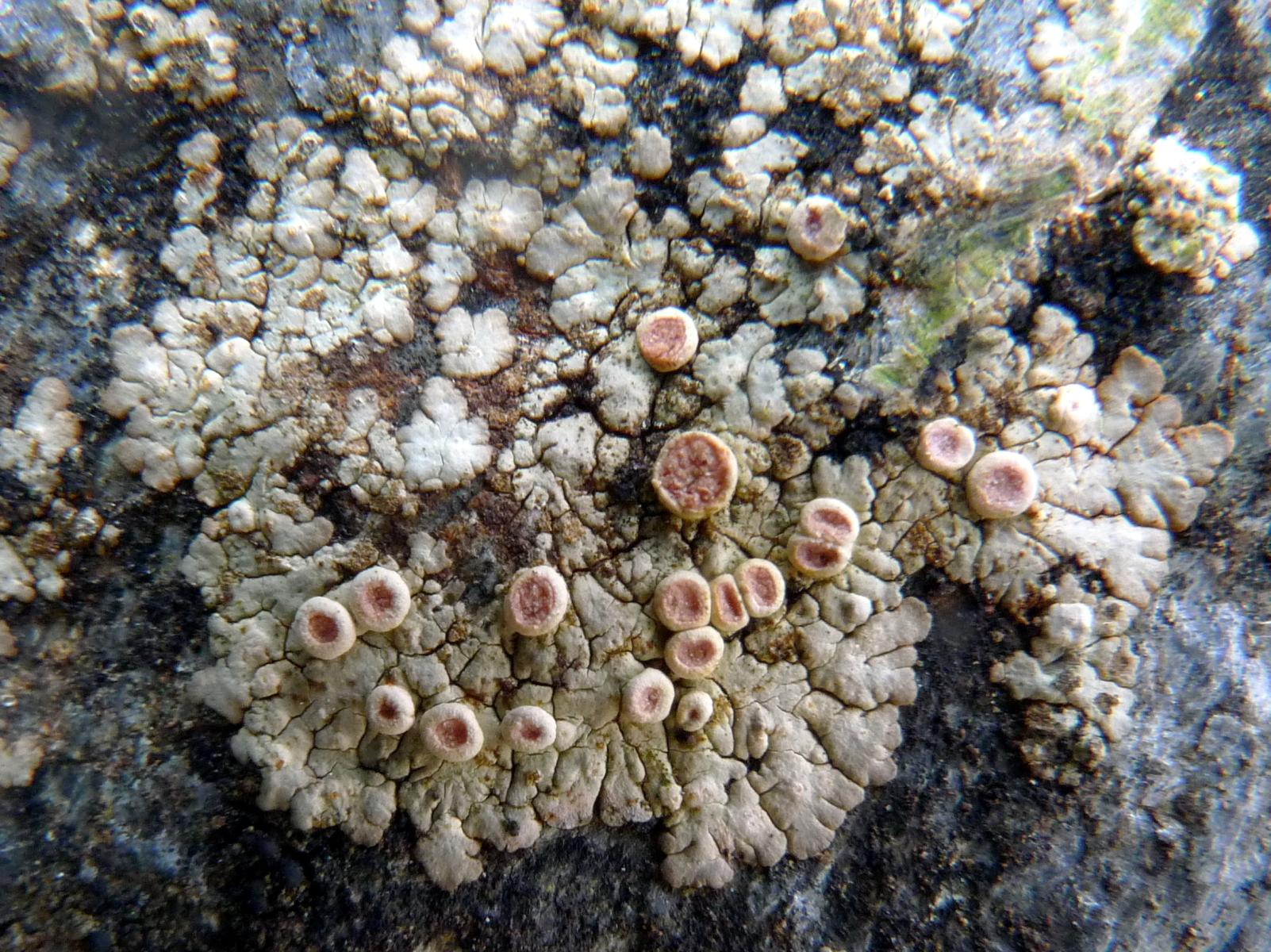
Placopsis lambii
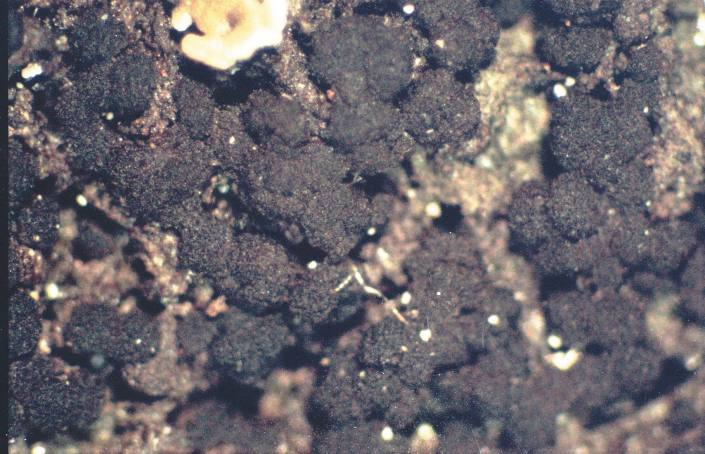
Placynthiella oligotropha exemplaire d'herbier
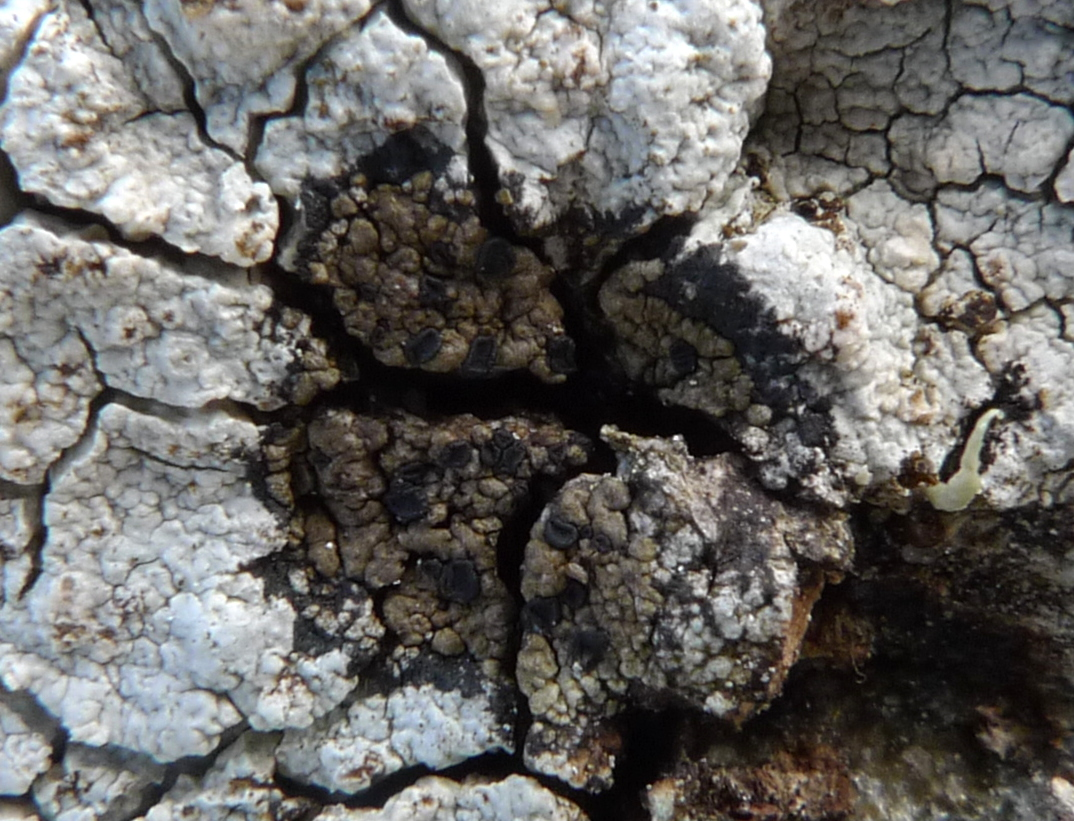
Rimularia insularis
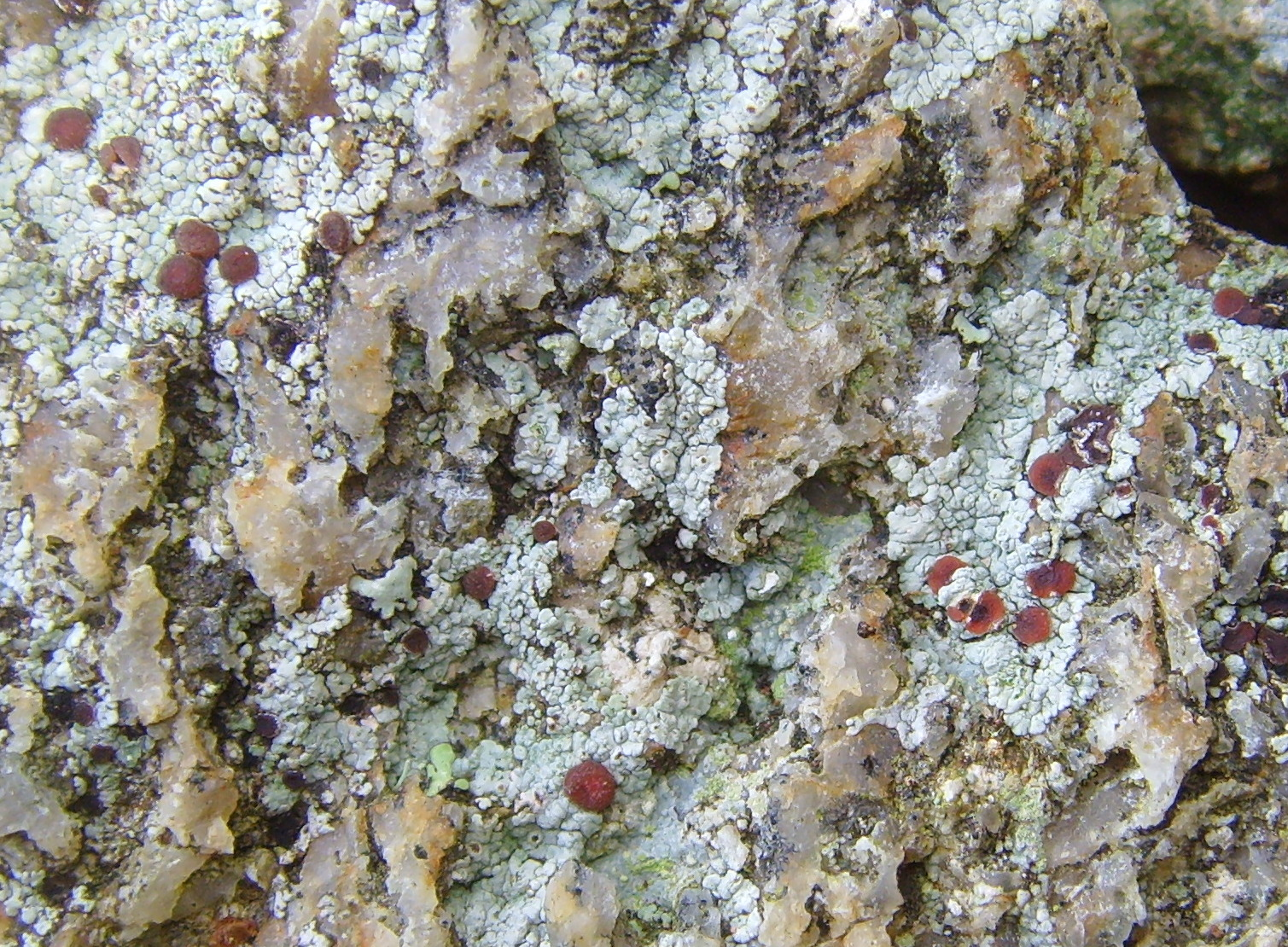
Trapelia glebulosa
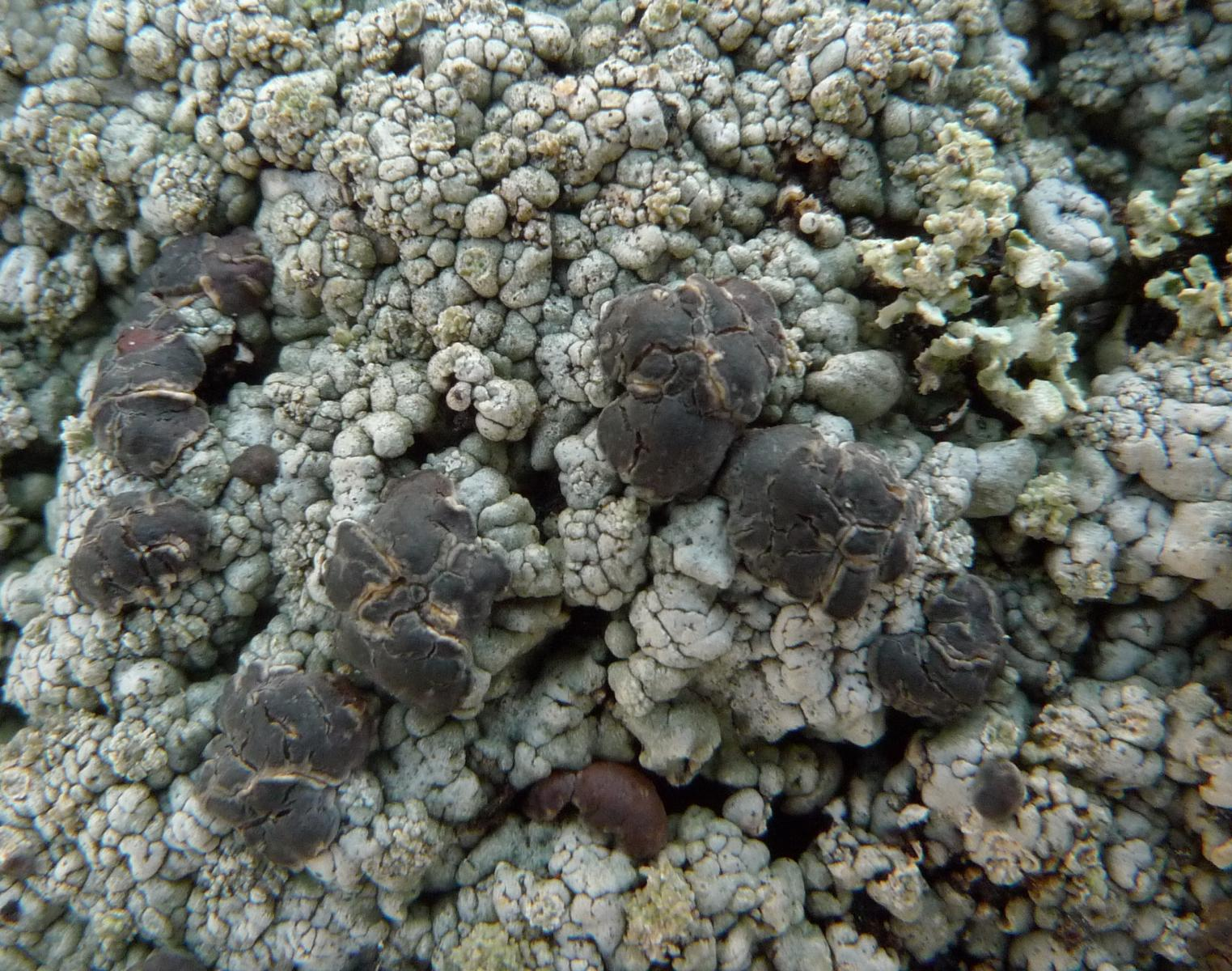
Trapeliopsis wallrothii
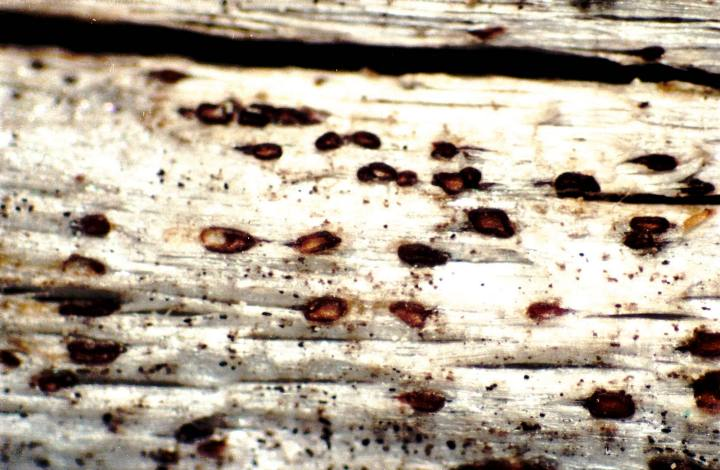
Xylographa parallela exemplaire d'herbier